# Alice Herz-Sommer
Alice Herz-Sommer, conosciuta anche come Alice Sommer (Praga, 26 novembre 1903 – Londra, 23 febbraio 2014), è stata una pianista e supercentenaria ceca naturalizzata britannica, vissuta 110 anni e 89 giorni.
All'epoca del decesso era ritenuta la più vecchia sopravvissuta all'Olocausto.

## Biografia
Nata a Praga nell'allora Austria-Ungheria da Friedrich e Sofie Herz (nata in Moravia a Jihlava nel 1870) che ebbero in tutto cinque figli, due maschi e tre femmine. La sua era una famiglia di commercianti e sua madre venne educata nei circoli letterari dell'alta borghesia della Belle Époque della Praga mitteleuropea, infatti la famiglia parlava tedesco, i domestici ceco e a casa della nonna parlava in yiddish. Visse l'infanzia e la giovinezza nella sua casa del settimo distretto e da bambina incontrò il compositore Gustav Mahler e lo scrittore Franz Kafka
Si appassionò al pianoforte grazie alla sorella maggiore Irma che lo studiava diligentemente, prese lezioni dal pianista Václav Štěpán dall'età di 12 anni e al Prager Deutsche Konservatorium a partire dai 16 anni. Nel 1931 sposò l'uomo d'affari Leopold Sommer da cui nel 1937 ebbe un figlio, Raphael, deceduto nel 2001. Con l'occupazione tedesca della Cecoslovacchia nel marzo 1938 la maggior parte della sua famiglia e gli amici emigrarono in Palestina tramite la Romania, tra cui l'amico Max Brod e il cognato Felix Weltsch, ma Alice rimase a Praga per prendersi cura della madre malata, che fu inviata al campo di concentramento di Theresienstadt nel 1942.
Nel 1943 Alice e suo marito, non riuscendo a racimolare i soldi per il viaggio fino in Palestina, vennero inviati a Theresienstadt. In seguito il signor Sommer fu imprigionato prima ad Auschwitz e poi a Dachau, dove morì nel 1944. Alice tornò a Praga nel 1945 e nel marzo del 1949 emigrò in Israele, dove lavorò come insegnante di musica a Gerusalemme. Infine, nel 1986, si trasferì a Londra assieme al figlio, nella zona di Hampstead. Fino all'età di 97 anni ha praticato nuoto e fino all'età di 107 anni ha suonato il pianoforte per due ore e mezza ogni giorno.
È scomparsa a 110 anni nella sua casa di Londra per cause naturali con la famiglia al suo capezzale. A dare notizia della sua morte è stato il nipote Ariel Sommer.

## Media e onorificenze
Nel 2010 ha ricevuto il premio Artis Bohemiae Amicis dal ministro della cultura ceco Jiří Besser, il premio è stato consegnato dall'ambasciatore ceco nel Regno Unito Michael Zantovsky il 26 novembre. 
Nel 2012 una puntata de La storia siamo noi con il titolo "La pianista di Theresienstad" è stata dedicata a Alice Herz-Sommer.
Nel 2013 è stata protagonista del documentario di Malcolm Clarke The Lady in Number 6.
Nel 2014 Sonia Colombo, Laura Pasetti e la compagnia Note di Quinta (Laura Faoro, flauto; Maria Calvo, violoncello; Clelia Cafiero, pianoforte) le hanno dedicato l'opera musicale teatrale Alice: 88 tasti nella storia.